# تاريخ نادي ليفربول (1892–1959)

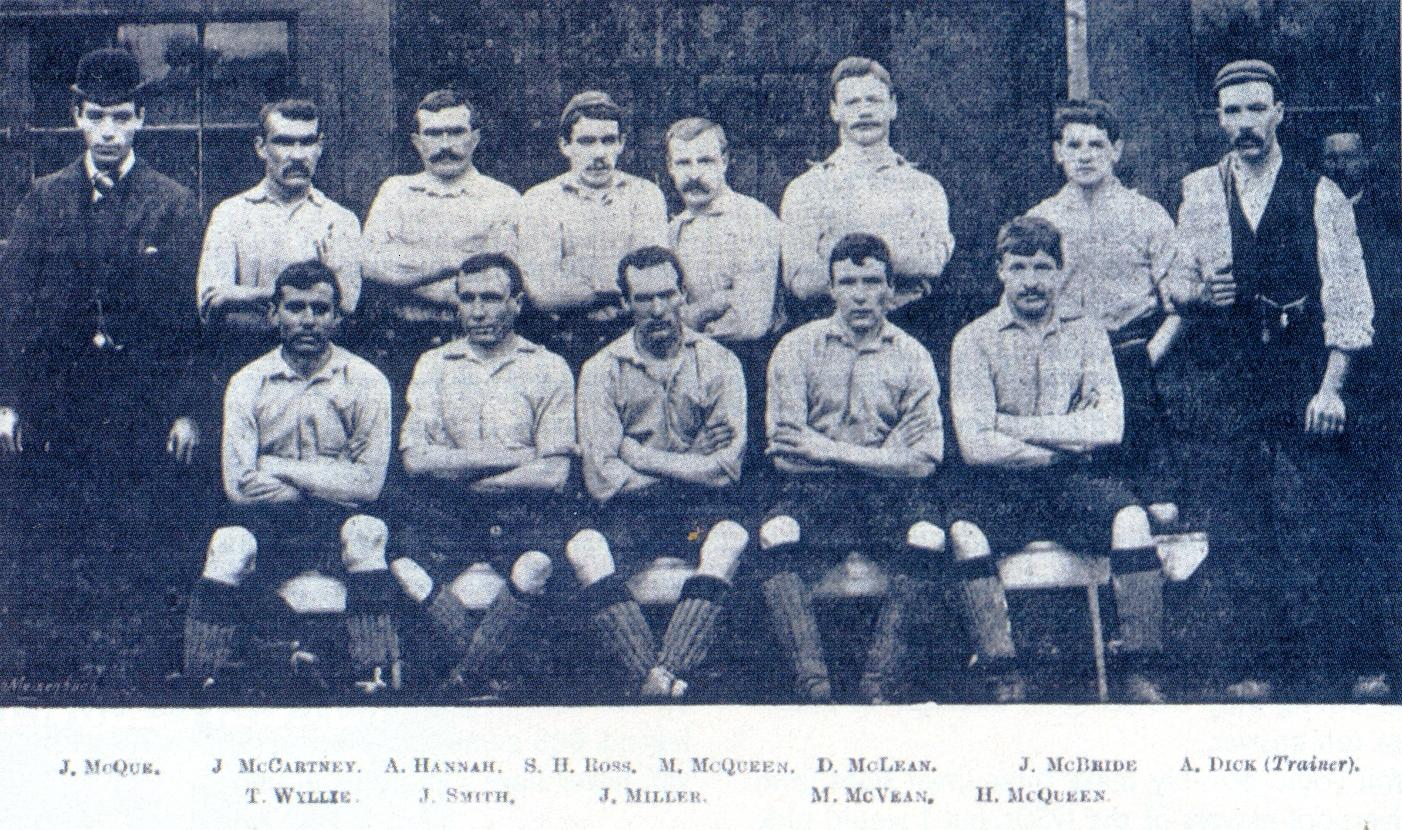

تأسس نادي ليفربول لكرة القدم بعد خلاف بين إدارة نادي إيفرتون ورئيس النادي ومالك أرض الأنفيلد جون هولدينغ. بعد ثمان سنوات في الملعب انتفل نادي إيفرتون إلى الغوديسون بارك في 1892 وأسس جون هولدينغ نادي ليفربول ليلعب على أرض الأنفيلد. في البداية سمي النادي "نادي إيفرتون لكرة القدم والأراضي الرياضية المحدودة (بالإنجليزية: Everton F.C. and Athletic Grounds Ltd)‏" أو إيفرتون الرياضي اختصاراً. تغير اسم النادي إلى ليفربول لكرة القدم (بالإنجليزية: Liverpool F.C.)‏ بعد رفض اتحاد كرة القدم الاعتراف باسم إيفرتون. الفريق فاز بدوري لانكشر في أول موسم، وانضم لدوري كرة القدم الدرجة الثانية في موسم 1893–94. بعد أن أنها الموسم في المركز الأول انتفل النادي إلى الدرجة الأولى، التي فاز بها في 1901 ومرة أخرى في 1906.
كان اللون الأول لليفربول هو قميص من لونين الأزرق والأبيض السكري، وذلك في أوائل السنوات، ولكنه في عام 1896 قرر التغيير إلى لون مدينة ليفربول الأحمر وقاموا بارتداء القميص الأحمر والسروال الأبيض، كما تم اعتماد طائر الليفر شعاراً للنادي في وقت لاحق، والذي هو بالأصل شعاراً للمدينة. جاء المدرب بيل شانكلي وقرر أن يغير الألوان كلها إلى الأحمر، وهو المدرب الذي تولى إدارة الفريق عام 1959، وكان سبب تغيير الألوان لإرعاب الخصوم، فحمل الفريق لقب الريدز، ونجح في قيادة النادي للفوز بلقب القسم الثاني في موسم 1961-1962، فعاد إلى قسم الصفوة مرة أخرى. بيل شانكلي قال عن تغيير لون الفريق إلى الأحمر بالكامل الأحمر للخطر، الأحمر للقوة، ثم كانت إضافة الجوارب باللون الأحمر فأصبح ليفربول الريدز بشكل كامل.
تعود أغنية لن تمشي وحيداً أبداً إلى عام 1945 للموسيقي ريتشارد رودجرز والكاتب أوسكار هامرشتاين. من الجدير بالذكر أن أندية عديدة استخدمت الأغنية لفترة ما مثل سلتيك الأسكلتندي وفينورد وبروسيا دورتموند وكلوب بروج.